# Aechmea gamosepala
Aechmea gamosepala là một loài thực vật có hoa trong họ Bromeliaceae. Loài này được Wittm. mô tả khoa học đầu tiên năm 1891.

## Hình ảnh

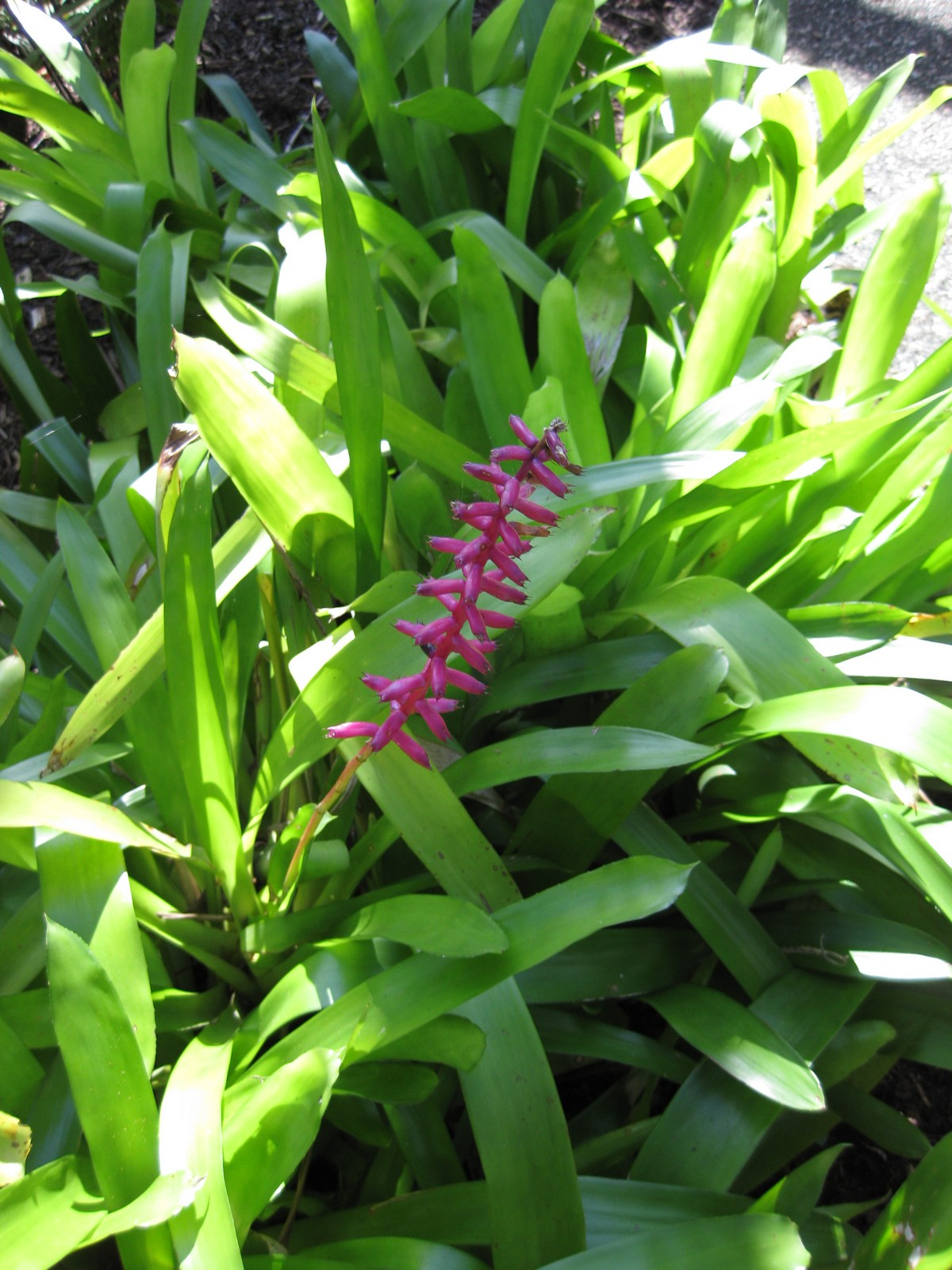
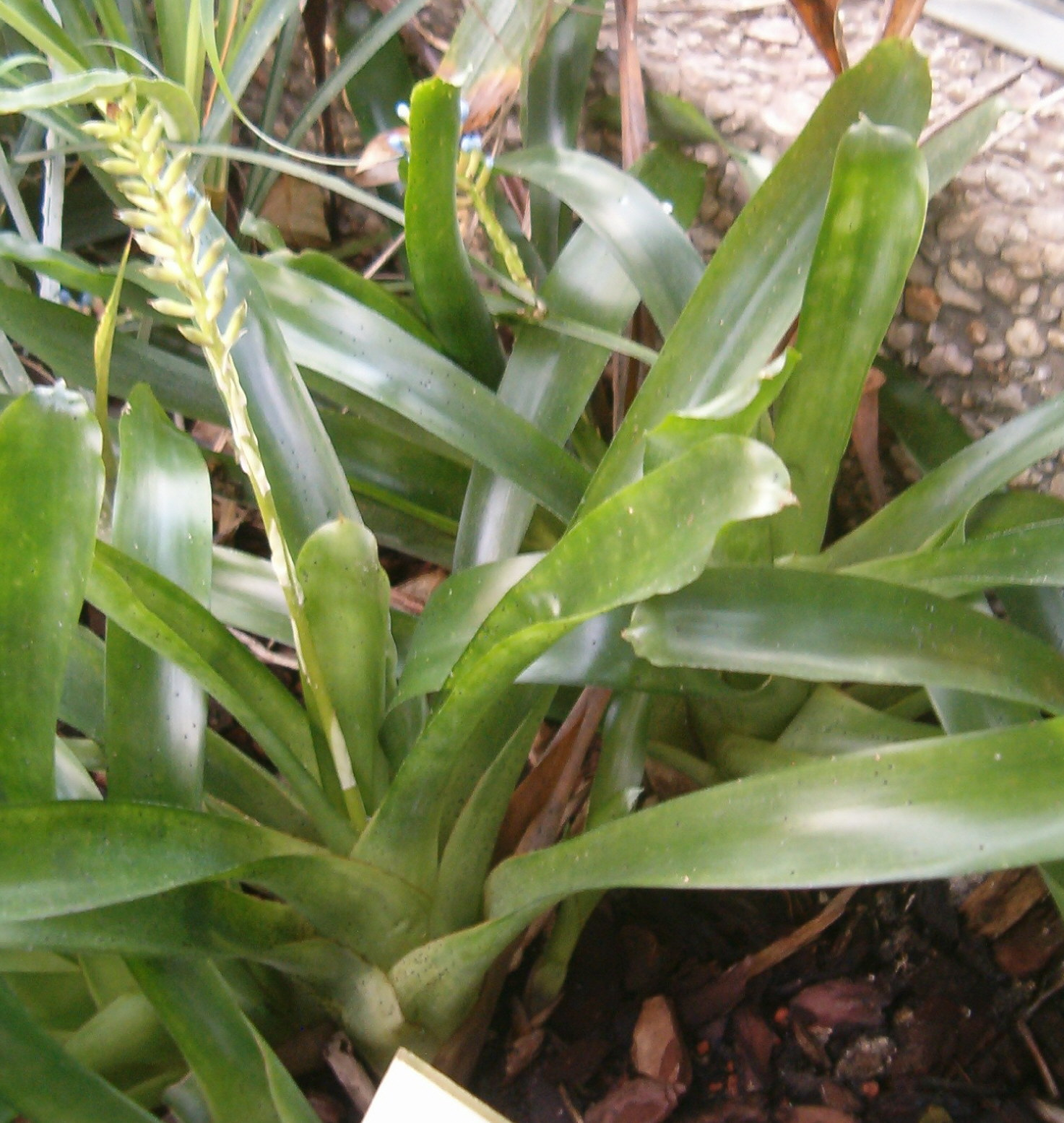
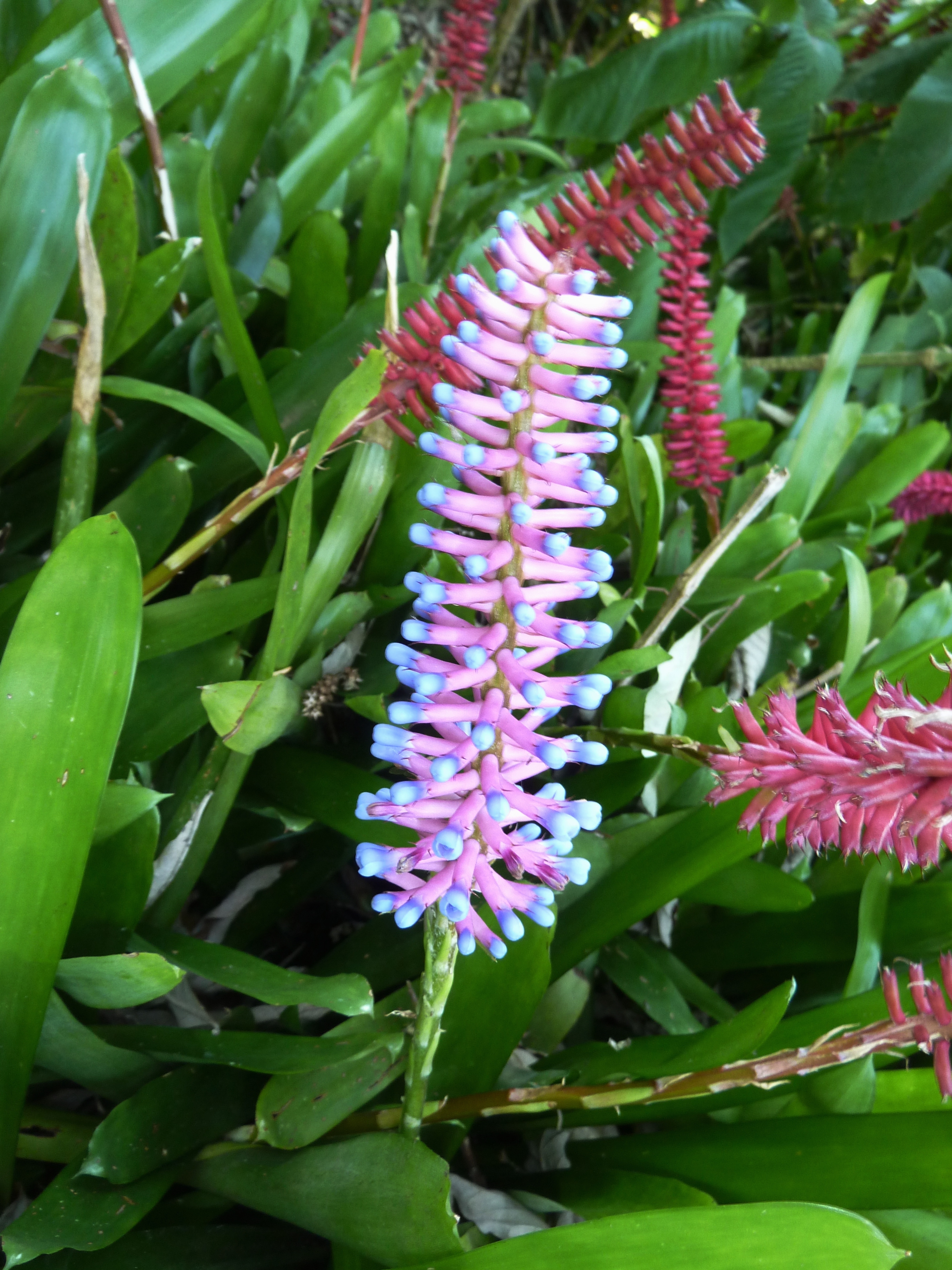
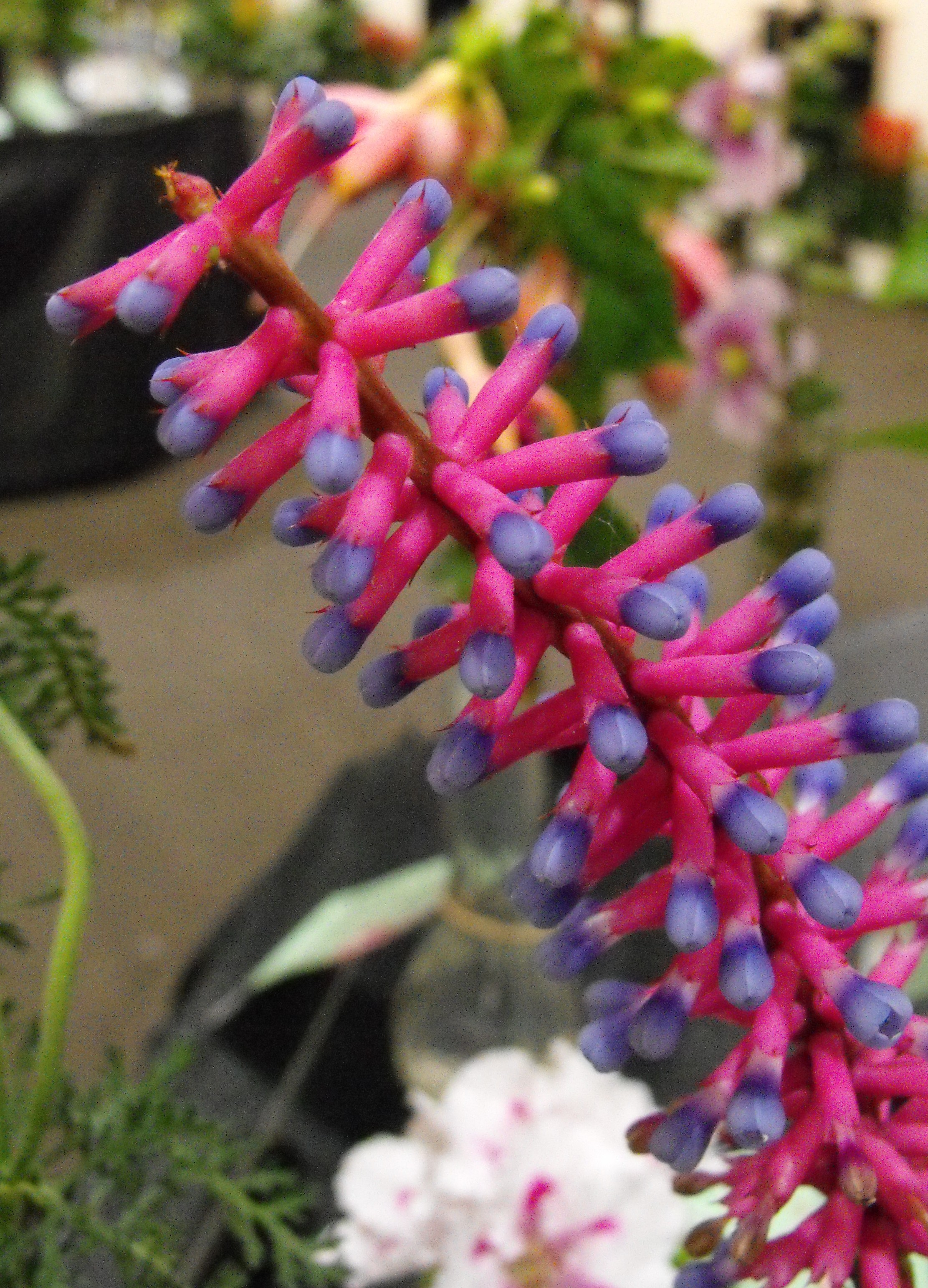